# 治安・防災広域行政区域 (オランダ)

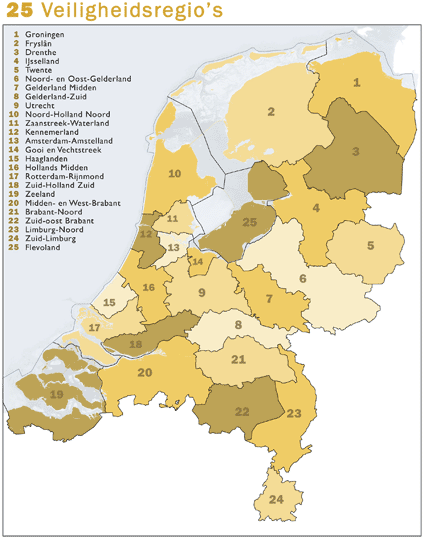
治安・防災広域行政区域の区域割

治安・防災広域行政区域（オランダ語：Veiligheidsregio）とは、オランダの治安維持・救急・防災に関する共同事務を行う区域のことで、複数の基礎自治体（ヘメーンテ）を一つの区域としている。オランダ国内の443の基礎自治体（ヘメーンテ）は、25の治安・防災広域行政区域にそれぞれ属し、共同して治安・防災に関する業務を行っている。
日本において複数の自治体が一部事務組合を組織している状況と同じ意味合いである。

## 主な共同事務の種類
- 警察（地域警察組織）Regiokorps
- 救急 RAV
- 消防（地域消防組織）Brandweer
- 危機管理 GHOR

関連するその他の地域組織
- 水防（水管理委員会）Waterschap
- 水運（水運管理局）Rijkswaterstaat

## 区域
- Amsterdam-Amstelland (アムステルダム・アムステッルラント)
- Brabant-Noord (ブラバント・北)
- Drenthe (ドレンテ)
- Flevoland (フレヴォラント）
- Fryslân (フリスローン)
- Gelderland Midden (ゲルダーラント・中央)
- Gelderland-Zuid (ゲルダーラント・南)
- Gooi en Vechtstreek (ゴーユ・エン・フェフトストレーク)
- Groningen (フローニンゲン)
- Haaglanden (ハーグランデン)
- Hollands Midden (ホランツ・ミッデエン)
- IJsselland (アッセルラント)
- Kennemerland (ケンネメルラント)
- Limburg-Noord (リンブルフ・北)
- Midden- en West-Brabant (中央と西ブラバント)
- Noord- en Oost-Gelderland (北と東ゲルダーラント)
- Noord-Holland-Noord (北ホラント北)
- Rotterdam-Rijnmond (ロッテルダム・ラインモント)
- Twente (トウェンテ)
- Utrecht (ユトレヒト)
- Zaanstreek-Waterland (ザアンストレーク・ワテルラント)
- Zeeland (ゼーラント)
- Zuid-Holland-Zuid (南ホラント南)
- Zuid-Limburg (南リンブルフ)
- Zuidoost-Brabant (南東ブラバント)